# Südafrikanische Frauen-Cricket-Nationalmannschaft in Irland in der Saison 2016
Die Tour der südafrikanischen Frauen-Cricket-Nationalmannschaft nach Irland in der Saison 2016 fand vom 1. bis zum 11. August 2016 statt. Die internationale Cricket-Tour war Bestandteil der Internationalen Cricket-Saison 2016 und umfasste vier WODIs und zwei WTwenty20s. Südafrika gewann die WODI-Serie 3–1, während die WTwenty20-Serie 1–1 unentschieden endete.

## Vorgeschichte
Für beide Mannschaften war es die erste Tour der Saison. Das letzte Aufeinandertreffen der beiden Mannschaften bei einer Tour fand in der Saison 2014 in Irland statt.

## Stadien
Die folgenden Stadien wurden für die Tour als Austragungsort vorgesehen.
| Stadion                      | Stadt  | Kapazität | Spiele                |
| ---------------------------- | ------ | --------- | --------------------- |
| Anglesea Road Cricket Ground | Dublin |           | 1. WODI               |
| Malahide Cricket Club Ground | Dublin | 11.500    | 3. WODI               |
| The Hills Cricket Club       | Dublin |           | 4. WODI               |
| YMCA Cricket Club Ground     | Dublin | 2.000     | 2. WODI; 1. & 2. WT20 |

## Kaderlisten
Beide Mannschaften benannten vor der Tour die folgenden Kader.
| WODI | WODI | WTwenty20 | WTwenty20 |
| Irland | Südafrika | Irland | Südafrika |
| --- | --- | --- | --- |
| - Laura Delany (K) - Cath Dalton - Kim Garth - Jennifer Gray - Isobel Joyce - Shauna Kavanagh - Amy Kenealy - Gaby Lewis - Louise McCarthy - Ciara Metcalfe - Lucy O'Reilly - Leah Paul - Clare Shillington - Mary Waldron (wk) | - Dinesha Devnarain (K) - Trisha Chetty (wk) - Moseline Daniels - Mignon du Preez - Yolani Fourie - Lara Goodall - Ayabonga Khaka - Masabata Klaas - Odine Kirsten - Marcia Letsoalo - Suné Luus - Andrie Steyn - Chloe Tryon - Laura Wolvaardt | - Laura Delany (K) - Cath Dalton - Kim Garth - Cecelia Joyce - Isobel Joyce - Meg Kendal - Amy Kenealy - Gaby Lewis - Louise McCarthy - Ciara Metcalfe - Lucy O’Reilly - Una Raymond-Hoey - Clare Shillington - Mary Waldron (wk) | - Dinesha Devnarain (K) - Trisha Chetty (wk) - Moseline Daniels - Mignon du Preez - Yolani Fourie - Lara Goodall - Ayabonga Khaka - Masabata Klaas - Odine Kirsten - Marcia Letsoalo - Suné Luus - Andrie Steyn - Chloe Tryon - Laura Wolvaardt |

## Women’s Twenty20 Internationals

### Erstes WTwenty20 in Dublin
| 1. August Scorecard | Dublin (YMCA) | Irland 140-4 (20)               | – | Südafrika 144-6 (20) |
|                     |               | Südafrika gewinnt mit 4 Wickets |   |                      |

Südafrika gewann den Münzwurf und entschied sich als Feldmannschaft zu beginnen.

### Zweites WTwenty20 in Dublin
| 3. August Scorecard | Dublin (YMCA) | Irland 115-7 (20)          | – | Südafrika 95 (19.3) |
|                     |               | Irland gewinnt mit 20 Runs |   |                     |

Südafrika gewann den Münzwurf und entschied sich als Feldmannschaft zu beginnen.

## Women’s One-Day Internationals

### Erstes WODI in Dublin
| 5. August Scorecard | Dublin (Anglesea) | Südafrika 283-7 (50)          | – | Irland 194 (44.5) |
|                     |                   | Südafrika gewinnt mit 89 Runs |   |                   |

Irland gewann den Münzwurf und entschied sich als Feldmannschaft zu beginnen.

### Zweites WODI in Dublin
| 7. August Scorecard | Dublin (YMCA) | Irland 272-6 (50)             | – | Südafrika 204 (48.2) |
|                     |               | Südafrika gewinnt mit 68 Runs |   |                      |

Südafrika gewann den Münzwurf und entschied sich als Schlagmannschaft zu beginnen.

### Drittes WODI in Dublin
| 9. August Scorecard | Dublin (Malahide) | Südafrika 260-5 (50)          | – | Irland 193 (45) |
|                     |                   | Südafrika gewinnt mit 67 Runs |   |                 |

Südafrika gewann den Münzwurf und entschied sich als Schlagmannschaft zu beginnen.

### Viertes WODI in Dublin
| 9. August Scorecard | Dublin (Hills) | Südafrika 143 (46.4)         | – | Irland 146-3 (36.1) |
|                     |                | Irland gewinnt mit 7 Wickets |   |                     |

Südafrika gewann den Münzwurf und entschied sich als Schlagmannschaft zu beginnen.

## Auszeichnungen

### Player of the Series
Als Player of the Series wurden der folgende Spieler ausgezeichnet.
| Serie | Player of the Series |
| ----- | -------------------- |
| WODI  | Suné Luus            |
| WT20  | Suné Luus            |